# Duingebied Mariakerke
Het Duingebied Mariakerke is een beschermd duin- en polderrestant tussen de tot de West-Vlaamse stad Oostende behorende plaatsen Mariakerke en Raversijde.
Het gebied werd in 1979 beschermd. Men vindt er een goed ontwikkeld duinstruweel met onder meer boksdoorn en fijne kervel. Verdere plantensoorten zijn pijlkruidkers, zandzegge, duizendguldenkruid, zeewinde, kruipend stalkruid en blaassilene.
Binnen het gebied ligt de historische Onze-Lieve-Vrouw-ter-Duinenkerk. Verder zijn er bunkers uit de Eerste en/of Tweede Wereldoorlog.
In het zuiden van het gebied ligt polderland met soortenrijke graslanden.